# Pristurus schneideri
Espèce
Statut de conservation UICN

 LC  : Préoccupation mineure
Pristurus schneideri est une espèce de geckos de la famille des Sphaerodactylidae.

## Répartition
Cette espèce est endémique de l'île Grande Hanish dans l'archipel des îles Hanish au Yémen.

## Publication originale
- Rösler, Köhler & Böhme, 2008 : A new species of the diurnal gekkonid genus Pristurus Rüppell, 1835 from the Red Sea island Hanish al-Kabir, Yemen. Amphibia-Reptilia, vol. 29, p. 217-227.